# Bowls 2024-25 de la NCAA Division I FBS
Navigation
Bowls 2025-2026
Les bowls 2024-25 de la NCAA Division I Football Bowl Subdivision (FBS) de la saison 2024-25 sont une série de matchs de football américain universitaire aux États-Unis, joués pour compléter la saison de football américain saison régulière 2024.
Ces matchs commenceront le 14 décembre 2024 et se termineront par la  finale nationale jouée le 20 janvier 2025.

## Les équipes

### Éligibles
Nombre de places disponibles : 82
Nombre d'équipes qualifiées : 82
- ACC (13) :   Boston College, California, Clemson, Duke, Georgia Tech, Louisville, Miami (FL), NC State, North Carolina, Pittsburgh, SMU, Syracuse, Virginia Tech
- American (8) : Army, East Carolina, Memphis, Navy, North Texas, South Florida, Tulane, UTSA
- Big Ten (12) :  Illinois, Indiana, Iowa, Michigan, Minnesota, Nebraska, Ohio State, Oregon, Penn State, Rutgers, USC, Washington
- Big 12 (9) : Arizona State, Baylor, BYU, Colorado, Iowa State, Kansas State, TCU, Texas Tech, West Virginia
- CUSA (4) :  Jacksonville State, Liberty, Sam Houston, Western Kentucky
- MAC (7) :  Bowling Green, Buffalo, Miami (OH), Northern Illinois, Ohio, Toledo, Western Michigan
- Mountain West (5) :  Boise State, Colorado State, Fresno State, San Jose State, UNLV
- Pac-12 (1) : Washington State
- SEC (13) : Alabama, Arkansas, Florida, Georgia, LSU, Missouri, Oklahoma, Ole Miss, South Carolina, Tennessee, Texas, Texas A&M, Vanderbilt
- Sun Belt (8) : Arkansas State, Coastal Carolina, Georgia Southern, James Madison, Louisiana, Marshall[n 1][2], South Alabama, Texas State
- Indépendants (2) : Notre Dame, UConn

### Non éligibles
Nombre d'équipes : 52
- ACC (4) : Florida State, Stanford, Virginia, Wake Forest
- American (6) : Charlotte, Florida Atlantic, Rice, Temple, Tulsa, UAB
- Big Ten (6) :  Maryland, Michigan State, Northwestern, Purdue, UCLA, Wisconsin
- Big 12 (7) : Arizona, Cincinnati, Houston, Kansas, Oklahoma State, UCF, Utah
- CUSA (6) : FIU, Kennesaw State, Louisiana Tech, Middle Tennessee, New Mexico State, UTEP
- MAC (5) : Akron, Ball State, Central Michigan, Eastern Michigan, Kent State
- MW (7) : Air Force, Hawaii, Nevada, New Mexico, San Diego State, Utah State, Wyoming
- Pac-12 (1) : Oregon State
- SEC (3) : Auburn, Kentucky, Mississippi State
- Sun Belt (6) : Appalachian State, Georgia State, Louisiana–Monroe, Old Dominion, Southern Miss, Troy
- Independent (1) : UMass

## Calendrier

### College Football Playoff
Le dernier classement du Comité du College Football Playoff sert de base pour déterminer les équipes participantes à la série éliminatoire (playoffs).
La série éliminatoire 2024-2025 est la première à mettre en compétition douze équipes (12), les dix éditions précédentes ayant été limitées à quatre équipes :
- Les cinq champions de conférence les mieux classés au terme de la saison régulière sont qualifiés (classement du CFP). De ces cinq équipes, les quatre les mieux classées constituent les têtes de série 1 à 4, celles-ci étant exemptées du premier tour de la série éliminatoire[4],[5] ;
- Les sept autres équipes les mieux classées sont également qualifiées (un sixième champion de conférence peut donc se qualifier s'il est dans ces sept équipes). Elles participent au premier tour de la série éliminatoire avec le champion de conférence non exempté de ce tour. Ces équipes obtiennent les têtes de série 5 à 12 en fonction de leur classement CFP.

Les quatre matchs du premier tour se jouent en décembre sur le terrain des quatre équipes les mieux classées (CFP), l'équipe tête de série n°5 accueillant la n°12 la tête de série n°6 accueillant la n°11, la tête de série n°7 accueillant la n°10 et la tête de série n°8 accueillant la n°9.
Les quarts de finale et les demi-finales ont lieu à l'occasion des 6 bowls majeures dénommés New Year's Six, les quarts se jouant la veille ou le jour de l'an, les demi-finales se jouant au moins une semaine plus tard.
La finale se déroule toujours le premier lundi situé au minimum 6 jours après les demi-finales finales sur un site déterminé après soumissions.
Un champion de conférence ne peut être issu que d'une conférence comportant au moins huit équipes. Aucune conférence n'est donc automatiquement qualifiée et il n'y a aucune limite sur le nombre de participants d'une même conférence. Il en ressort que les équipes indépendantes (3 programmes) ou membres de la Pacific-12 (2 programmes) doivent au moins terminer dans les 12 premières du dernier classement du CFP pour participer au tournoi.
|  | Premier tour                                                             | Premier tour                                                |                                                                |               | Quarts de finale                                   | Quarts de finale                                   |  |  | Demi-finales                                    | Demi-finales                                    |  |  | Finale 2024                                                                 | Finale 2024                                                                 |
|  | ------------------------------------------------------------------------ | ----------------------------------------------------------- | -------------------------------------------------------------- | ------------- | -------------------------------------------------- | -------------------------------------------------- |  |  | ----------------------------------------------- | ----------------------------------------------- |  |  | --------------------------------------------------------------------------- | --------------------------------------------------------------------------- |
|  |                                                                          |                                                             |                                                                |               |                                                    |                                                    |  |  |                                                 |                                                 |  |  |                                                                             |                                                                             |
|  |                                                                          |                                                             |                                                                |               | 1er janvier 2025 - Rose Bowl, Pasadena, Californie | 1er janvier 2025 - Rose Bowl, Pasadena, Californie |  |  | 10 janvier 2025 - Cotton Bowl, Arlington, Texas | 10 janvier 2025 - Cotton Bowl, Arlington, Texas |  |  | 20 janvier 2025 - Championship Game Mercedes-Benz Stadium, Atlanta, Géorgie | 20 janvier 2025 - Championship Game Mercedes-Benz Stadium, Atlanta, Géorgie |
|  |                                                                          |                                                             |                                                                |               | 1er janvier 2025 - Rose Bowl, Pasadena, Californie | 1er janvier 2025 - Rose Bowl, Pasadena, Californie |  |  | 10 janvier 2025 - Cotton Bowl, Arlington, Texas | 10 janvier 2025 - Cotton Bowl, Arlington, Texas |  |  | 20 janvier 2025 - Championship Game Mercedes-Benz Stadium, Atlanta, Géorgie | 20 janvier 2025 - Championship Game Mercedes-Benz Stadium, Atlanta, Géorgie |
|  |                                                                          |                                                             |                                                                |               | 1er janvier 2025 - Rose Bowl, Pasadena, Californie | 1er janvier 2025 - Rose Bowl, Pasadena, Californie |  |  | 10 janvier 2025 - Cotton Bowl, Arlington, Texas | 10 janvier 2025 - Cotton Bowl, Arlington, Texas |  |  | 20 janvier 2025 - Championship Game Mercedes-Benz Stadium, Atlanta, Géorgie | 20 janvier 2025 - Championship Game Mercedes-Benz Stadium, Atlanta, Géorgie |
|  |                                                                          |                                                             |                                                                |               | 1er janvier 2025 - Rose Bowl, Pasadena, Californie | 1er janvier 2025 - Rose Bowl, Pasadena, Californie |  |  | 10 janvier 2025 - Cotton Bowl, Arlington, Texas | 10 janvier 2025 - Cotton Bowl, Arlington, Texas |  |  | 20 janvier 2025 - Championship Game Mercedes-Benz Stadium, Atlanta, Géorgie | 20 janvier 2025 - Championship Game Mercedes-Benz Stadium, Atlanta, Géorgie |
|  |                                                                          |                                                             |                                                                |               | 1er janvier 2025 - Rose Bowl, Pasadena, Californie | 1er janvier 2025 - Rose Bowl, Pasadena, Californie |  |  | 10 janvier 2025 - Cotton Bowl, Arlington, Texas | 10 janvier 2025 - Cotton Bowl, Arlington, Texas |  |  | 20 janvier 2025 - Championship Game Mercedes-Benz Stadium, Atlanta, Géorgie | 20 janvier 2025 - Championship Game Mercedes-Benz Stadium, Atlanta, Géorgie |
|  |                                                                          | #1 Oregon                                                   | 21                                                             |               |                                                    |                                                    |  |  | 10 janvier 2025 - Cotton Bowl, Arlington, Texas | 10 janvier 2025 - Cotton Bowl, Arlington, Texas |  |  | 20 janvier 2025 - Championship Game Mercedes-Benz Stadium, Atlanta, Géorgie | 20 janvier 2025 - Championship Game Mercedes-Benz Stadium, Atlanta, Géorgie |
|  | 21 décembre 2024 - Ohio Stadium, Columbus, Ohio                          | #1 Oregon                                                   | 21                                                             |               |                                                    |                                                    |  |  | 10 janvier 2025 - Cotton Bowl, Arlington, Texas | 10 janvier 2025 - Cotton Bowl, Arlington, Texas |  |  | 20 janvier 2025 - Championship Game Mercedes-Benz Stadium, Atlanta, Géorgie | 20 janvier 2025 - Championship Game Mercedes-Benz Stadium, Atlanta, Géorgie |
|  |                                                                          | #8 Ohio State                                               | 41                                                             |               |                                                    |                                                    |  |  | 10 janvier 2025 - Cotton Bowl, Arlington, Texas | 10 janvier 2025 - Cotton Bowl, Arlington, Texas |  |  | 20 janvier 2025 - Championship Game Mercedes-Benz Stadium, Atlanta, Géorgie | 20 janvier 2025 - Championship Game Mercedes-Benz Stadium, Atlanta, Géorgie |
|  | #8 Ohio State                                                            | #8 Ohio State                                               | 41                                                             | 42            |                                                    |                                                    |  |  | 10 janvier 2025 - Cotton Bowl, Arlington, Texas | 10 janvier 2025 - Cotton Bowl, Arlington, Texas |  |  | 20 janvier 2025 - Championship Game Mercedes-Benz Stadium, Atlanta, Géorgie | 20 janvier 2025 - Championship Game Mercedes-Benz Stadium, Atlanta, Géorgie |
|  | #8 Ohio State                                                            | 1er janvier 2025 - Peach Bowl, Atlanta, Géorgie             |                                                                | 42            |                                                    |                                                    |  |  | 10 janvier 2025 - Cotton Bowl, Arlington, Texas | 10 janvier 2025 - Cotton Bowl, Arlington, Texas |  |  | 20 janvier 2025 - Championship Game Mercedes-Benz Stadium, Atlanta, Géorgie | 20 janvier 2025 - Championship Game Mercedes-Benz Stadium, Atlanta, Géorgie |
|  | #9 Tennessee                                                             | 17                                                          |                                                                |               |                                                    |                                                    |  |  | 10 janvier 2025 - Cotton Bowl, Arlington, Texas | 10 janvier 2025 - Cotton Bowl, Arlington, Texas |  |  | 20 janvier 2025 - Championship Game Mercedes-Benz Stadium, Atlanta, Géorgie | 20 janvier 2025 - Championship Game Mercedes-Benz Stadium, Atlanta, Géorgie |
|  | #9 Tennessee                                                             | 17                                                          |                                                                | #8 Ohio State | 28                                                 |                                                    |  |  |                                                 |                                                 |  |  | 20 janvier 2025 - Championship Game Mercedes-Benz Stadium, Atlanta, Géorgie | 20 janvier 2025 - Championship Game Mercedes-Benz Stadium, Atlanta, Géorgie |
|  |                                                                          |                                                             |                                                                | #8 Ohio State | 28                                                 |                                                    |  |  |                                                 |                                                 |  |  | 20 janvier 2025 - Championship Game Mercedes-Benz Stadium, Atlanta, Géorgie | 20 janvier 2025 - Championship Game Mercedes-Benz Stadium, Atlanta, Géorgie |
|  |                                                                          |                                                             | #5 Texas                                                       | 14            |                                                    |                                                    |  |  |                                                 |                                                 |  |  | 20 janvier 2025 - Championship Game Mercedes-Benz Stadium, Atlanta, Géorgie | 20 janvier 2025 - Championship Game Mercedes-Benz Stadium, Atlanta, Géorgie |
|  |                                                                          |                                                             | #5 Texas                                                       | 14            |                                                    |                                                    |  |  |                                                 |                                                 |  |  | 20 janvier 2025 - Championship Game Mercedes-Benz Stadium, Atlanta, Géorgie | 20 janvier 2025 - Championship Game Mercedes-Benz Stadium, Atlanta, Géorgie |
|  | 9 janvier 2025 - Orange Bowl, Miami, Floride                             |                                                             |                                                                |               |                                                    |                                                    |  |  |                                                 |                                                 |  |  | 20 janvier 2025 - Championship Game Mercedes-Benz Stadium, Atlanta, Géorgie | 20 janvier 2025 - Championship Game Mercedes-Benz Stadium, Atlanta, Géorgie |
|  |                                                                          |                                                             |                                                                |               |                                                    |                                                    |  |  |                                                 |                                                 |  |  | 20 janvier 2025 - Championship Game Mercedes-Benz Stadium, Atlanta, Géorgie | 20 janvier 2025 - Championship Game Mercedes-Benz Stadium, Atlanta, Géorgie |
|  |                                                                          | #4 Arizona State                                            | 31                                                             |               |                                                    |                                                    |  |  |                                                 |                                                 |  |  | 20 janvier 2025 - Championship Game Mercedes-Benz Stadium, Atlanta, Géorgie | 20 janvier 2025 - Championship Game Mercedes-Benz Stadium, Atlanta, Géorgie |
|  | 21 décembre 2024 - Darrell K Royal-Texas Memorial Stadium, Austin, Texas | #4 Arizona State                                            | 31                                                             |               |                                                    |                                                    |  |  |                                                 |                                                 |  |  | 20 janvier 2025 - Championship Game Mercedes-Benz Stadium, Atlanta, Géorgie | 20 janvier 2025 - Championship Game Mercedes-Benz Stadium, Atlanta, Géorgie |
|  |                                                                          | #5 Texas (2 PR)                                             | 39                                                             |               |                                                    |                                                    |  |  |                                                 |                                                 |  |  | 20 janvier 2025 - Championship Game Mercedes-Benz Stadium, Atlanta, Géorgie | 20 janvier 2025 - Championship Game Mercedes-Benz Stadium, Atlanta, Géorgie |
|  | #5 Texas                                                                 | #5 Texas (2 PR)                                             | 39                                                             | 38            |                                                    |                                                    |  |  |                                                 |                                                 |  |  | 20 janvier 2025 - Championship Game Mercedes-Benz Stadium, Atlanta, Géorgie | 20 janvier 2025 - Championship Game Mercedes-Benz Stadium, Atlanta, Géorgie |
|  | #5 Texas                                                                 | 2 janvier 2025 - Sugar Bowl, La Nouvelle-Orléans, Louisiane |                                                                | 38            |                                                    |                                                    |  |  |                                                 |                                                 |  |  | 20 janvier 2025 - Championship Game Mercedes-Benz Stadium, Atlanta, Géorgie | 20 janvier 2025 - Championship Game Mercedes-Benz Stadium, Atlanta, Géorgie |
|  | #12 Clemson                                                              | 24                                                          |                                                                |               |                                                    |                                                    |  |  |                                                 |                                                 |  |  | 20 janvier 2025 - Championship Game Mercedes-Benz Stadium, Atlanta, Géorgie | 20 janvier 2025 - Championship Game Mercedes-Benz Stadium, Atlanta, Géorgie |
|  | #12 Clemson                                                              | 24                                                          |                                                                | #8 Ohio State | 34                                                 |                                                    |  |  |                                                 |                                                 |  |  |                                                                             |                                                                             |
|  |                                                                          |                                                             |                                                                | #8 Ohio State | 34                                                 |                                                    |  |  |                                                 |                                                 |  |  |                                                                             |                                                                             |
|  |                                                                          | #7 Notre Dame                                               | 23                                                             |               |                                                    |                                                    |  |  |                                                 |                                                 |  |  |                                                                             |                                                                             |
|  |                                                                          | #7 Notre Dame                                               | 23                                                             |               |                                                    |                                                    |  |  |                                                 |                                                 |  |  |                                                                             |                                                                             |
|  |                                                                          |                                                             |                                                                |               |                                                    |                                                    |  |  |                                                 |                                                 |  |  |                                                                             |                                                                             |
|  |                                                                          |                                                             |                                                                |               |                                                    |                                                    |  |  |                                                 |                                                 |  |  |                                                                             |                                                                             |
|  | #2 Georgia                                                               | 10                                                          |                                                                |               |                                                    |                                                    |  |  |                                                 |                                                 |  |  |                                                                             |                                                                             |
|  | #2 Georgia                                                               | 10                                                          | 20 décembre 2024 - Notre Dame Stadium, South Bend, Indiana     |               |                                                    |                                                    |  |  |                                                 |                                                 |  |  |                                                                             |                                                                             |
|  |                                                                          | #7 Notre Dame                                               | 23                                                             |               |                                                    |                                                    |  |  |                                                 |                                                 |  |  |                                                                             |                                                                             |
|  | #7 Notre Dame                                                            | #7 Notre Dame                                               | 23                                                             | 27            |                                                    |                                                    |  |  |                                                 |                                                 |  |  |                                                                             |                                                                             |
|  | #7 Notre Dame                                                            | 31 décembre 2024 - Fiesta Bowl, Glendale, Arizona           |                                                                | 27            |                                                    |                                                    |  |  |                                                 |                                                 |  |  |                                                                             |                                                                             |
|  | #10 Indiana                                                              | 17                                                          |                                                                |               |                                                    |                                                    |  |  |                                                 |                                                 |  |  |                                                                             |                                                                             |
|  | #10 Indiana                                                              | 17                                                          |                                                                | #7 Notre Dame | 27                                                 |                                                    |  |  |                                                 |                                                 |  |  |                                                                             |                                                                             |
|  |                                                                          |                                                             |                                                                | #7 Notre Dame | 27                                                 |                                                    |  |  |                                                 |                                                 |  |  |                                                                             |                                                                             |
|  |                                                                          | #6 Penn State                                               | 24                                                             |               |                                                    |                                                    |  |  |                                                 |                                                 |  |  |                                                                             |                                                                             |
|  |                                                                          | #6 Penn State                                               | 24                                                             |               |                                                    |                                                    |  |  |                                                 |                                                 |  |  |                                                                             |                                                                             |
|  |                                                                          |                                                             |                                                                |               |                                                    |                                                    |  |  |                                                 |                                                 |  |  |                                                                             |                                                                             |
|  |                                                                          |                                                             |                                                                |               |                                                    |                                                    |  |  |                                                 |                                                 |  |  |                                                                             |                                                                             |
|  | #3 Boise State                                                           | 14                                                          |                                                                |               |                                                    |                                                    |  |  |                                                 |                                                 |  |  |                                                                             |                                                                             |
|  | #3 Boise State                                                           | 14                                                          | 21 décembre 2024 - Beaver Stadium, State College, Pennsylvanie |               |                                                    |                                                    |  |  |                                                 |                                                 |  |  |                                                                             |                                                                             |
|  |                                                                          | #6 Penn State                                               | 31                                                             |               |                                                    |                                                    |  |  |                                                 |                                                 |  |  |                                                                             |                                                                             |
|  | #6 Penn State                                                            | #6 Penn State                                               | 31                                                             | 38            |                                                    |                                                    |  |  |                                                 |                                                 |  |  |                                                                             |                                                                             |
|  | #6 Penn State                                                            |                                                             |                                                                |               |                                                    |                                                    |  |  |                                                 |                                                 |  |  |                                                                             |                                                                             |
|  | #11 SMU                                                                  | 10                                                          |                                                                |               |                                                    |                                                    |  |  |                                                 |                                                 |  |  |                                                                             |                                                                             |
|  | #11 SMU                                                                  | 10                                                          |                                                                |               |                                                    |                                                    |  |  |                                                 |                                                 |  |  |                                                                             |                                                                             |

| Date     | Heure locale | Match                  | Site                                                 | TV         | Équipes                                                                         | Conférence          | Résultat                     | Assistance |
| -------- | ------------ | ---------------------- | ---------------------------------------------------- | ---------- | ------------------------------------------------------------------------------- | ------------------- | ---------------------------- | ---------- |
| 20 Déc.  | 20h00        | Premier tour           | Notre Dame Stadium South Bend, Indiana               | ABC/ESPN   | No. 8 Hoosiers de l'Indiana (11–1) No. 5 Fighting Irish Notre Dame (11–1)       | Big Ten Independent | Notre Dame 27 Indiana 17     | 077 622    |
| 21 Déc.  | 12h00        | Premier tour           | Beaver Stadium State College, Pennsylvanie           | TNT Sports | No. 10 Mustangs de SMU (11–2) No. 4 Nittany Lions de Penn State (11–2)          | ACC Big Ten         | Penn State 38 SMU 10         | 106 013    |
| 21 Déc.  | 16h00        | Premier tour           | Darrell K Royal-Texas Memorial Stadium Austin, Texas | TNT Sports | No. 16 Tigers de Clemson (10–3) No. 3 Longhorns du Texas (11–2)                 | ACC SEC             | Texas 38 Clemson 24          | 101 150    |
| 21 Déc.  | 20h00        | Premier tour           | Ohio Stadium Columbus, Ohio                          | ABC/ESPN   | No. 7 Volunteers du Tennessee (10–2) No. 6 Buckeyes d'Ohio State (10–2)         | SEC Big Ten         | Ohio State 42 Tennessee 17   | 102 819    |
| 31 Déc.  | 19h30        | Fiesta Bowl (¼ finale) | State Farm Stadium Glendale, Arizona                 | ESPN       | No. 4 Nittany Lions de Penn State (12–2) No. 9 Broncos de Boise State (12–1)    | ACC MW              | Penn State 31 Boise State 14 | 63 854     |
| 1er Jan. | 13h00        | Peach Bowl (¼ finale)  | Mercedes-Benz Stadium Atlanta, Géorgie               | ESPN       | No. 3 Longhorns du Texas (12–2) No. 12 Sun Devils d'Arizona State (11–2)        | SEC Big 12          | Texas 39 Arizona State 31    | 71 105     |
| 1er Jan. | 17h00        | Rose Bowl (¼ finale)   | Rose Bowl Pasadena, Californie                       | ESPN       | No. 6 Buckeyes d'Ohio State (11–2) No. 1 Ducks de l'Oregon (13–0)               | Big Ten Big Ten     | Ohio State 41 Oregon 21      | 90 732     |
| 2 Jan.   | 20h45        | Sugar Bowl (¼ finale)  | Caesars Superdome La Nouvelle-Orléans, Louisiane     | ESPN       | No. 5 Fighting Irish Notre Dame (12–1) No. 2 Bulldogs de la Géorgie (11–2)      | Independent SEC     | Notre Dame 23 Georgia 10     | 57 267     |
| 9 Jan.   | 19h30        | Orange Bowl (½ finale) | Hard Rock Stadium Miami, Floride                     | ESPN       | No. 6 Buckeyes d'Ohio State (12–2) No. 3 Longhorns du Texas (13–2)              | Big Ten SEC         | Ohio State 28 Texas 14       | 74 527     |
| 10 Jan.  | 19h30        | Cotton Bowl (½ finale) | AT&T Stadium Arlington, Texas                        | ESPN       | No. 5 Fighting Irish Notre Dame (13–1) No. 4 Nittany Lions de Penn State (13–2) | Independant ACC     | Notre Dame 27 Penn State 24  | 66 811     |
| 20 Jan.  | 19h30        | Finale CFP             | Mercedes-Benz Stadium Atlanta, Géorgie               | ESPN       | No. 6 Buckeyes d'Ohio State (13–2) No. 5 Fighting Irish Notre Dame (13–1)       | Big Ten Independant | Ohio State 34 Notre Dame 23  | 77 660     |

### Bowls
Plusieurs changements ont été annoncés par rapport à la saison 2023-24 :
- Le Holiday Bowl a changé de lieu, passant du Petco Park au Snapdragon Stadium[6] ;
- Le 8 octobre 2024, la société d'investissement stratégique GameAbove, par le biais de sa marque GameAbove Sports, a été annoncée comme nouveau sponsor principal de l'ancien Quick Lane Bowl, le renommant GameAbove Sports Bowl[7] ;
- Le 15 octobre 2024, l'entrepreneur militaire Integrated Solutions for Systems (IS4S) a été annoncé comme nouveau sponsor principal du Camellia Bowl, le match étant renommé Salute to Veterans Bowl[8] ;
- Le 17 octobre 2024, l'ancien Guaranteed Rate Bowl a été renommé Rate Bowl, en raison d'un changement de marque de son sponsor principal, le Guaranteed Rate devenant simplement Rate[9].

Ci-dessous le calendrier des matchs de bowl non CFP :
| Date    | Heure locale | Match                    | Site                                                    | Équipes                                                                     | Conf.             | Score                                       | Assistance | TV     |
| ------- | ------------ | ------------------------ | ------------------------------------------------------- | --------------------------------------------------------------------------- | ----------------- | ------------------------------------------- | ---------- | ------ |
| 14 déc. | 21h00        | Salute to Veterans Bowl  | Cramton Bowl Montgomery, Alabama                        | Western Michigan Broncos (6–6) South Alabama Jaguars (6–6)                  | MAC Sun Belt      | South Alabama 30 Western Michigan 23        | 12 021     | ESPN   |
| 17 déc. | 21h00        | Frisco Bowl              | Toyota Stadium Frisco, Texas                            | West Virginia Mountaineers (6–6) Memphis Tigers (10–2)                      | Big 12 American   | Memphis 42 West Virginia 37                 | 12 022     | ESPN   |
| 18 déc. | 17h30        | Boca Raton Bowl          | FAU Stadium Boca Raton, Floride                         | James Madison Dukes (8–4) Western Kentucky Hilltoppers (8–5)                | Sun Belt CUSA     | James Madison 27 Western Kentucky 17        | 15 808     | ESPN   |
| 18 déc. | 21h00        | LA Bowl                  | SoFi Stadium Inglewood, Californie                      | California Golden Bears (6–6) No. 24 UNLV Rebels (10–3)                     | ACC† MW           | No. 24 UNLV 24 California 13                | 24 420     | ESPN   |
| 19 déc. | 19h00        | New Orleans Bowl         | Caesars Superdome La Nouvelle-Orleans, Louisiane        | Sam Houston Bearkats (9–3) Georgia Southern Eagles (8–4)                    | CUSA Sun Belt     | Sam Houston 31 Georgia Southern 26          | 13 151     | ESPN2  |
| 20 déc. | 12h00        | Cure Bowl                | FBC Mortgage Stadium Orlando, Floride                   | Ohio Bobcats (10–3) Jacksonville State Gamecocks (9–4)                      | MAC CUSA          | Ohio 30 Jacksonville State 27               | 10 518     | ESPN   |
| 20 déc. | 15h30        | Gasparilla Bowl          | Raymond James Stadium Tampa, Floride                    | Florida Gators (7–5) Tulane Green Wave (9–4)                                | SEC American      | Florida 33 Tulane 8                         | 41 472     | ESPN   |
| 23 déc. | 11h00        | Myrtle Beach Bowl        | Brooks Stadium Conway Caroline du Sud                   | Coastal Carolina Chanticleers (6–6) UTSA Roadrunners (6–6)                  | Sun Belt American | UTSA 44 Coastal Carolina 15                 | 08 164     | ESPN   |
| 23 déc. | 14h30        | Famous Idaho Potato Bowl | Albertsons Stadium Boise, Idaho                         | Northern Illinois Huskies (7–5) Fresno State Bulldogs (6–6)                 | MAC MW            | Northern Illinois 28 Fresno State 20        | 10 359     | ESPN   |
| 24 déc. | 20h00        | Hawaii Bowl              | Clarence T. C. Ching Athletics Complex Honolulu, Hawaii | San Jose State Spartans (7–5) South Florida Bulls (6–6)                     | MW American       | South Florida 41 (5ET) San Jose State 39    | 06 720     | ESPN   |
| 26 déc. | 14h00        | GameAbove Sports Bowl    | Ford Field Détroit, Michigan                            | Pittsburgh Panthers (7–5) Toledo Rockets (7–5)                              | ACC MAC           | Toledo 48 (6ET) Pittsburgh 46               | 26 219     | ESPN   |
| 26 déc. | 17h30        | Rate Bowl                | Chase Field Phoenix, Arizona                            | Rutgers Scarlet Knights (7–5) Kansas State Wildcats (8–4)                   | Big Ten Big 12    | Kansas State 44 Rutgers 41                  | 21 659     | ESPN   |
| 26 déc. | 21h00        | 68 Ventures Bowl         | Hancock Whitney Stadium Mobile, Alabama                 | Arkansas State Red Wolves (7–5) Bowling Green Falcons (7–5)                 | Sun Belt MAC      | Arkansas State 38 Bowling Green 31          | 19 582     | ESPN   |
| 27 déc. | 12h00        | Armed Forces Bowl        | Amon G. Carter Stadium Fort Worth, Texas                | Navy Midshipmen (8–3) Oklahoma Sooners (6–6)                                | American SEC      | Navy 21 Oklahoma 20                         | 50 754     | ESPN   |
| 27 déc. | 15h30        | Birmingham Bowl          | Protective Stadium Birmingham, Alabama                  | Vanderbilt Commodores (6–6) Georgia Tech Yellow Jackets (7–5)               | SEC ACC           | Vanderbilt 35 Georgia Tech 27               | 33 840     | ESPN   |
| 27 déc. | 19h00        | Liberty Bowl             | Simmons Bank Liberty Stadium Memphis, Tennessee         | Texas Tech Red Raiders (8–4) Arkansas Razorbacks (6–6)                      | Big 12 SEC        | Arkansas 39 Texas Tech 26                   | 37 764     | ESPN   |
| 27 déc. | 20h00        | Holiday Bowl             | Snapdragon Stadium San Diego, Californiea               | Washington State Cougars (8–4) No. 21 Syracuse Orange (9–3)                 | Pac-12 ACC        | No. 21 Syracuse 52 Washington State 35      | 23 920     | Fox    |
| 27 déc. | 22h30        | Las Vegas Bowl           | Allegiant Stadium Paradise, Nevada                      | USC Trojans (6–6) Texas A&M Aggies (8–4)                                    | Big Ten† SEC      | USC 35 Texas A&M 31                         | 26 671     | ESPN   |
| 28 déc. | 11h00        | Fenway Bowl              | Fenway Park Boston, Massachusetts                       | UConn Huskies (8–4) North Carolina Tar Heels (6–6)                          | Independent ACC   | UConn 27 North Carolina 14                  | 27 900     | ESPN   |
| 28 déc. | 12h00        | Pinstripe Bowl           | Yankee Stadium The Bronx, New York                      | Boston College Eagles (7–5) Nebraska Cornhuskers (6–6)                      | ACC Big Ten       | Nebraska 20 Boston College 15               | 30 062     | ABC    |
| 28 déc. | 14h15        | New Mexico Bowl          | University Stadium Albuquerque, Nouveau-Mexique         | TCU Horned Frogs (8–4) Louisiana Ragin' Cajuns (10–3)                       | Big 12 Sun Belt   | TCU 34 Louisiana 3                          | 22 827     | ESPN   |
| 28 déc. | 15h30        | Pop-Tarts Bowl           | Camping World Stadium Orlando, Floride                  | No. 13 Miami (FL) Hurricanes (10–2) No. 18 Iowa State Cyclones (10–3)       | ACC Big 12        | No. 18 Iowa State 42 No. 13 Miami (FL) 41   | 38 650     | ABC    |
| 28 déc. | 16h30        | Arizona Bowl             | Arizona Stadium Tucson, Arizona                         | Colorado State Rams (8–4) Miami (OH) Redhawks (8–5)                         | MW MAC            | Miami (OH) 43 Colorado State 17             | 40 076     | The CW |
| 28 déc. | 17h45        | Military Bowl            | Navy–Marine Corps Memorial Stadium Annapolis, Maryland  | NC State Wolfpack (6–6) East Carolina Pirates (7–5)                         | ACC American      | East Carolina 26 NC State 21                | 23 981     | ESPN   |
| 28 déc. | 19h30        | Alamo Bowl               | Alamodome San Antonio, Texas                            | No. 23 Colorado Buffaloes (9–3) No. 17 BYU Cougars (10–2)                   | Big 12† Big 12    | No. 17 BYU 36 No. 23 Colorado 14            | 64 261     | ABC    |
| 28 déc. | 21h15        | Independence Bowl        | Independence Stadium Shreveport, Louisiane              | No. 22 Army Black Knights (11–1) Bulldogs de Louisiana Tech (5-7)           | American CUSA     | No. 22 Army 27 Louisiana Tech 6             | 34 283     | ESPN   |
| 30 déc. | 14h30        | Music City Bowl          | Nissan Stadium Nashville, Tennessee                     | No. 19 Missouri Tigers (9–3) Iowa Hawkeyes (8–4)                            | SEC Big Ten       | No. 19 Missouri 27 Iowa 24                  | 43 375     | ESPN   |
| 31 déc. | 12h00        | ReliaQuest Bowl          | Raymond James Stadium Tampa, Floride                    | Michigan Wolverines (7–5) No. 11 Alabama Crimson Tide (9–3)                 | Big Ten SEC       | Michigan 19 No. 11 Alabama 13               | 51 439     | ESPN   |
| 31 déc. | 14h00        | Sun Bowl                 | Sun Bowl El Paso, Texas                                 | Louisville Cardinals (8–4) Washington Huskies (6–6)                         | ACC Big Ten†      | Louisville 35 Washington 34                 | 40 826     | CBS    |
| 31 déc. | 15h00        | Citrus Bowl              | Camping World Stadium Orlando, Floride                  | No. 15 South Carolina Gamecocks (9–3) No. 20 Illinois Fighting Illini (9–3) | SEC Big Ten       | No. 20 Illinois 21 No. 15 South Carolina 17 | 47 129     | ABC    |
| 31 déc. | 15h30        | Texas Bowl               | NRG Stadium Houston, Texas                              | Baylor Bears (8–4) LSU Tigers (8–4)                                         | Big 12 SEC        | LSU 44 Baylor 31                            | 59 940     | ESPN   |
| 2 jan.  | 19h30        | Gator Bowl               | EverBank Stadium Jacksonville, Floride                  | Duke Blue Devils (9–3) No. 14 Ole Miss Rebels (9–3)                         | ACC SEC           | No. 14 Ole Miss 52 Duke 20                  | 31 290     | ESPN   |
| 3 jan.  | 16h00        | First Responder Bowl     | Gerald J. Ford Stadium University Park, Texas           | North Texas Mean Green (6–6) Texas State Bobcats (7–5)                      | American Sun Belt | Texas State 30 North Texas 28               | 28 725     | ESPN   |
| 3 jan.  | 19h30        | Duke's Mayo Bowl         | Bank of America Stadium Charlotte, Caroline du Nord     | Virginia Tech Hokies (6–6) Minnesota Golden Gophers (7–5)                   | ACC Big Ten       | Minnesota 24 Virginia Tech 10               | 31 927     | ESPN   |
| 4 jan.  | 11h00        | Bahamas Bowl             | Thomas Robinson Stadium Nassau, Bahamas                 | Buffalo Bulls (8–4) Liberty Flames (8–3)                                    | MAC CUSA          | Buffalo 26 Liberty 7                        | 4 610      | ESPN2  |

1. 1 2  Marshall renonce à l'Independence Bowl en raison de l'exode de 25 joueurs sur le portail des transferts après le départ de leur entraineur principal. Louisiana Tech est alors choisit pour remplacer Marshall.
2. ↑  Équipe ayant joué dans la conférence Pacific-12 en 2023 et leur sélection pour le bowl (match de conférence) est basée sur leur ancienne appartenance à cette conférence.

## Statistiques
| Conférence   | Nb. matchs | Bilan (Bowls et CFP) | %    | Final AP Poll |
| ------------ | ---------- | -------------------- | ---- | ------------- |
| AAC          | 8          | 6-2                  | 75,0 |               |
| ACC          | 13         | 2-11                 | 15,4 |               |
| Big Ten      | 17         | 11-6                 | 67,7 |               |
| Big 12       | 9          | 4-5                  | 44,4 |               |
| CUSA         | 5          | 1-4                  | 20,0 |               |
| Indépendants | 5          | 4-1                  | 80   |               |
| MW           | 5          | 1-4                  | 20,0 |               |
| Pac-12       | 1          | 0-1                  | 00,0 |               |
| SEC          | 15         | 8-7                  | 53,3 |               |
| MAC          | 7          | 5-2                  | 71,4 |               |
| Sun Belt     | 7          | 4-3                  | 57,1 |               |